# Hans-Georg Schwarzenbeck
Hans-Georg Schwarzenbeck (født 3. april 1948 i München, Tyskland) er en pensioneret tysk fodboldspiller, der tilbragte hele sin aktive karriere, fra 1966 til 1981, som forsvarsspiller hos Bundesliga-klubben FC Bayern München. Han nåede at spille 416 kampe og score 21 mål for klubben. 
Med FC Bayern var Schwarzenbeck med til at vinde en række titler. Det blev til seks tyske mesterskaber, tre DFB-Pokaler, tre sejre i Mesterholdenes Europa Cup samt én triumf i henholdsvis Pokalvindernes Europa Cup og Intercontinental Cup.

## Landshold
Schwarzenbeck nåede at spille 44 kampe for Vesttysklands landshold, som han debuterede for i 1971. Han var en del af den tyske trup der blev europamestre ved EM i 1972 og verdensmestre ved VM i 1974 på hjemmebane. Han deltog også ved EM i 1976, hvor tyskerne vandt sølv.

## Titler
Bundesligaen
- 1969, 1972, 1973, 1974, 1980 og 1981 med Bayern München

DFB-Pokal
- 1967, 1969 og 1971 med Bayern München

Mesterholdenes Europa Cup
- 1974, 1975 og 1976 med Bayern München

Pokalvindernes Europa Cup
- 1967 med Bayern München

Intercontinental Cup
- 1976 med Bayern München

EM
- 1972 med Vesttyskland

VM
- 1974 med Vesttyskland